# Meereis
Als Meereis bezeichnet man zu Eis gefrorenes Meerwasser. Meereis kommt außerhalb der Polargebiete saisonal unter anderem in der Ostsee, in skandinavischen Fjorden, im Sankt-Lorenz-Golf oder dem Ochotskischen Meer vor. Etwa 6,5 % der Weltmeere sind im Jahresmittel von Meereis bedeckt, das entspricht einer Fläche von 22,5 Millionen km2.
Meereis spielt eine entscheidende Rolle im Klimasystem der Erde. Das helle Eis reflektiert mehr Wärmestrahlung zurück in den Weltraum als das dunkle Meer, welches die Wärme stärker absorbiert. Je weniger Eis die Wasseroberfläche bedeckt, desto mehr Wärme wird im Meer aufgenommen. Diese zusätzliche Wärme wiederum führt dazu, dass noch mehr Eis schmilzt und immer größere dunkle Wasserflächen entstehen, die mehr Wärme aufnehmen und den Rückgang des Meereises immer weiter beschleunigen – diese Eis-Albedo-Rückkopplung ist Teil der polaren Verstärkung.

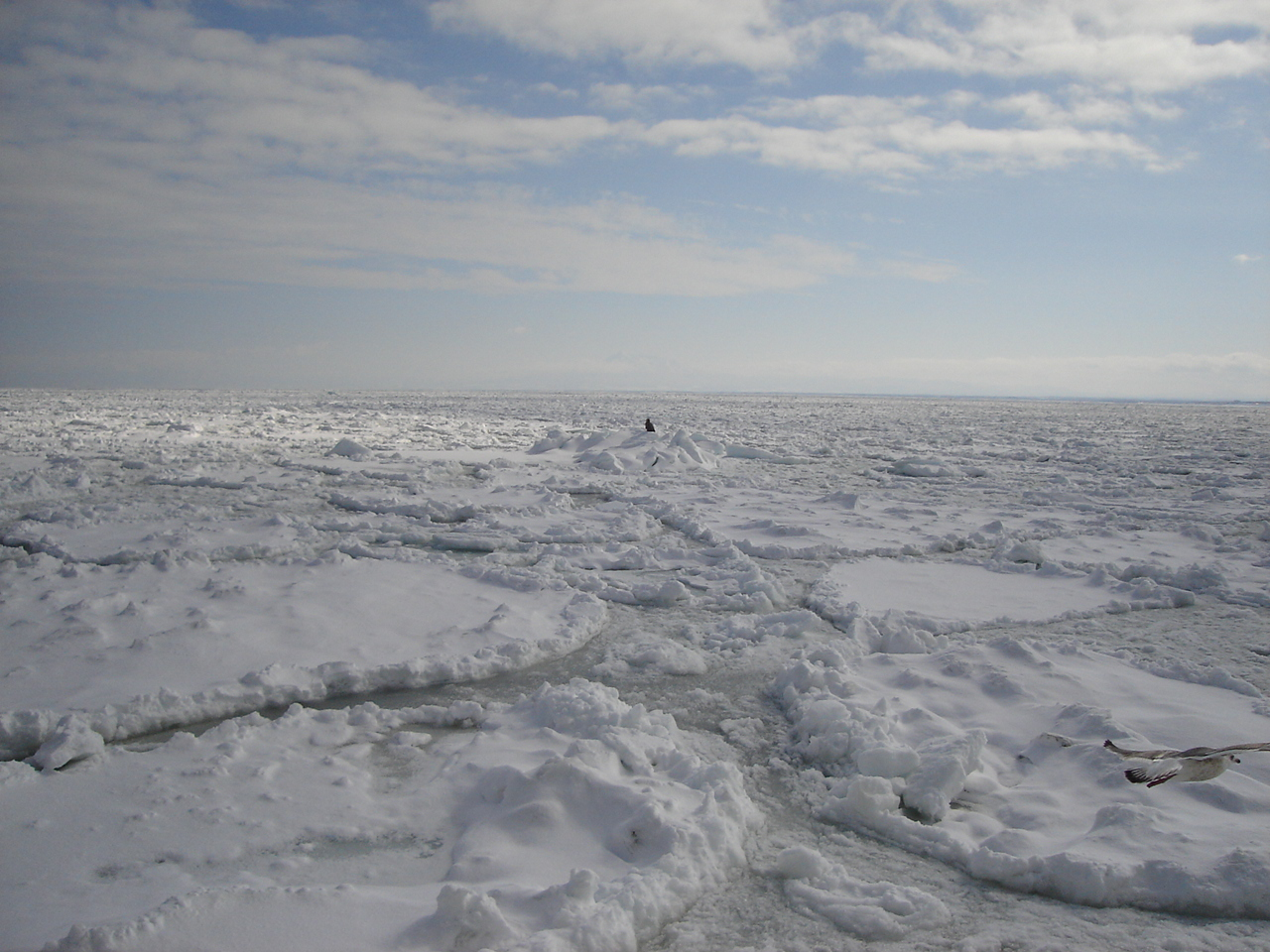
Packeis

## Meereistypen

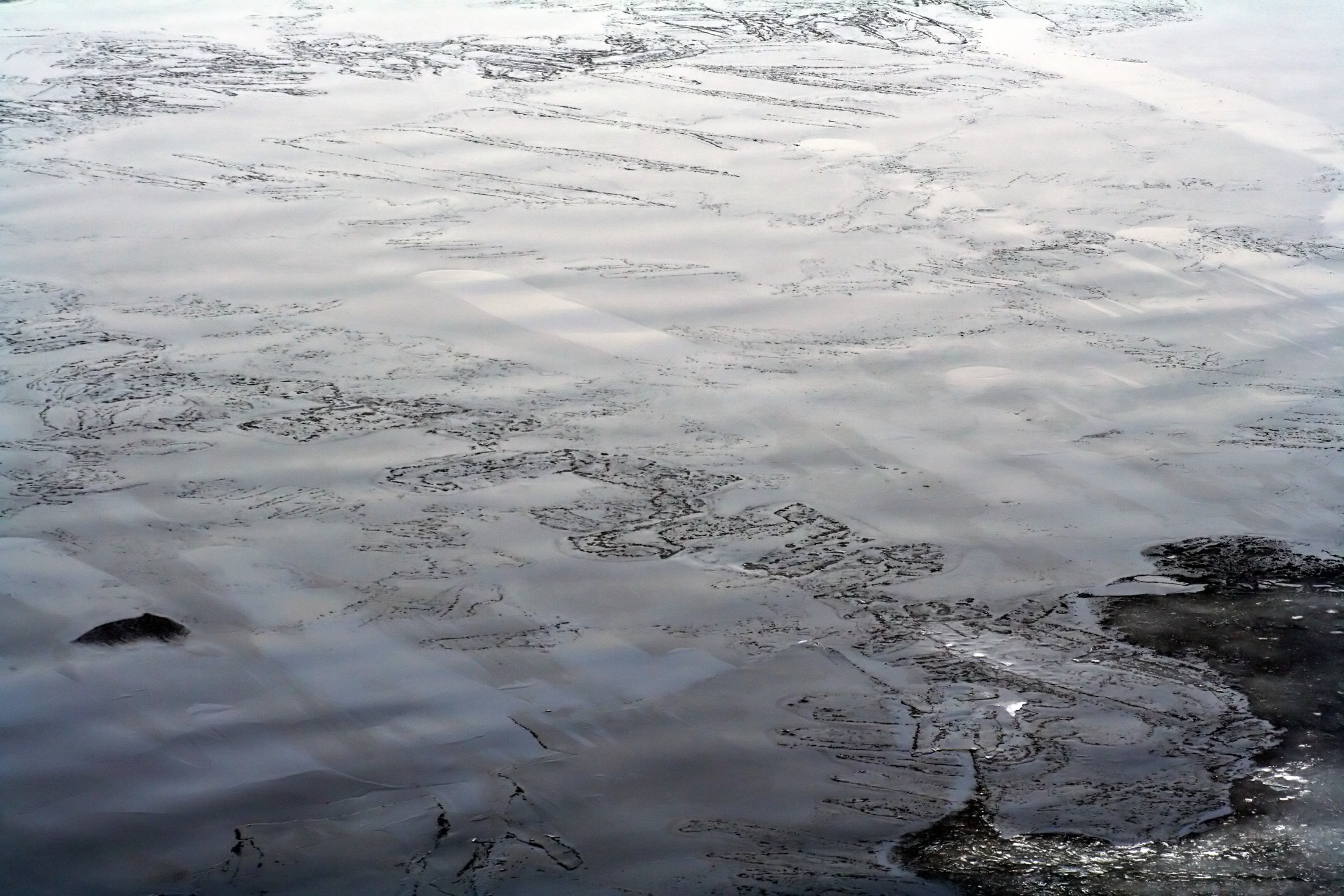
Bildung von Neueis (Nilas) in der arktischen Baffin Bay

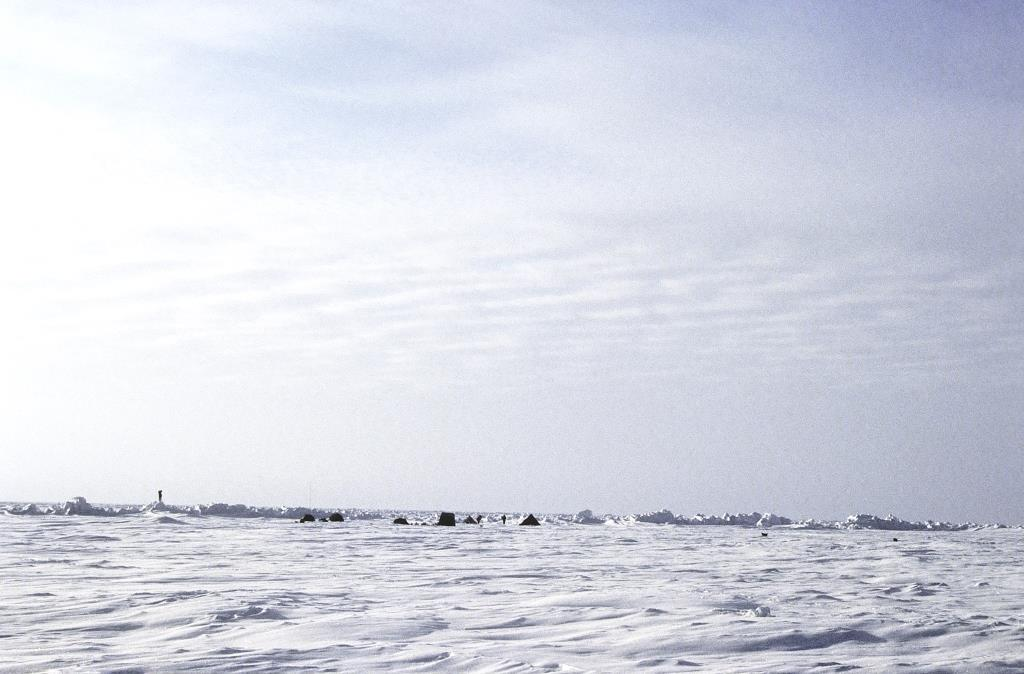
Mehrjähriges Packeis am Geographischen Nordpol. Mitte April 1990 zeigen hier die flachen Packeisschollen eine Dicke von 2,5 Meter.

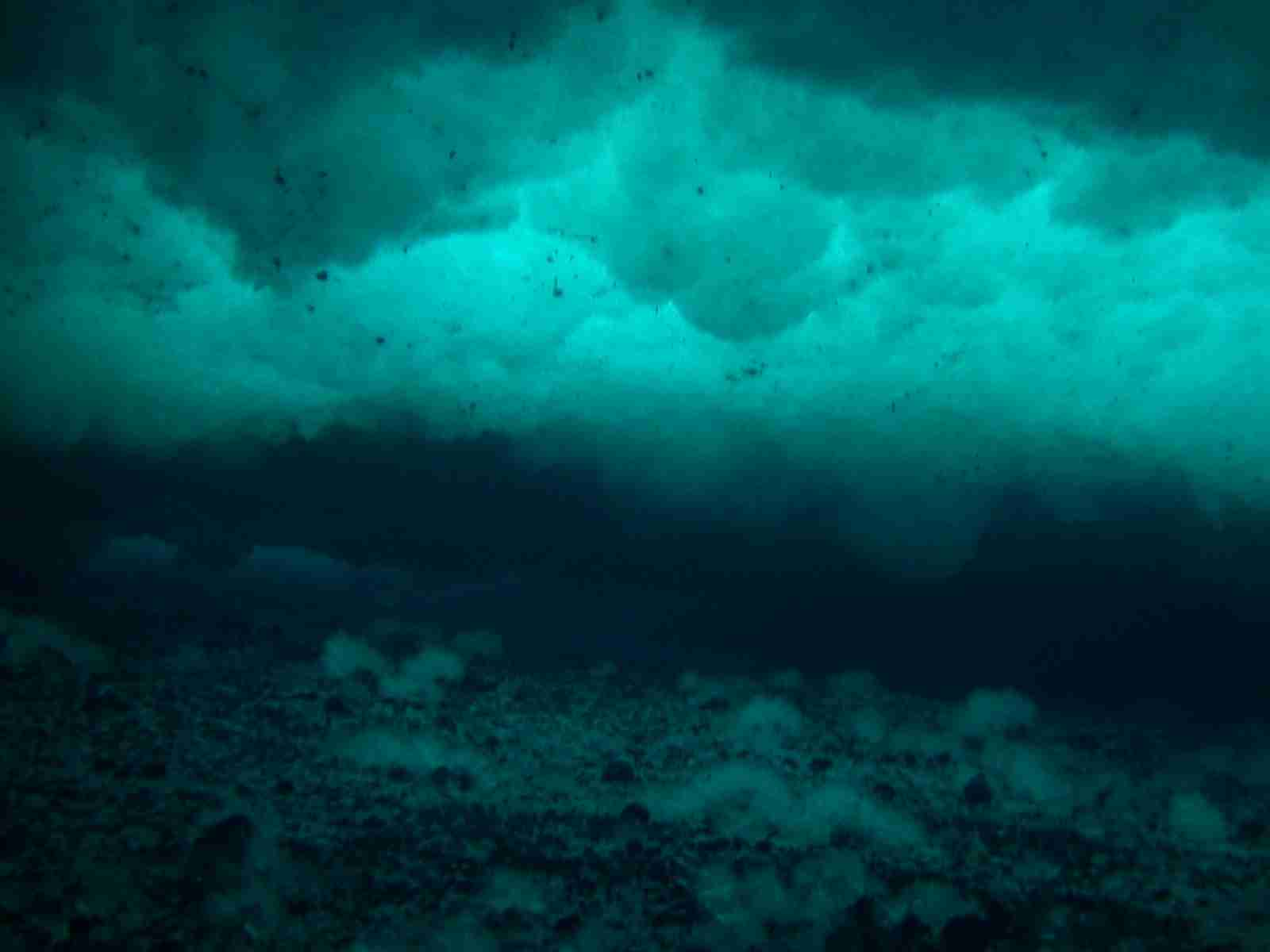
Grundeis bei Cape Armitage an der Südspitze der Ross-Insel unter dem Meereis des antarktischen McMurdo-Sunds

Meereis weist einen großen Reichtum verschiedener Formen auf, die stark durch den Seegang bestimmt werden. Auf bewegter Ozeanoberfläche entsteht zunächst Frazil-Eis, das sind feine, bis zu 2 cm große Eisnadeln oder -plättchen, die sich zu suppenartigem Eisschlamm verdichten. Bei weiterem Wachstum entsteht dann Pfannkucheneis, eine Schicht meist kreisförmiger, bis zu 3 m großer Eisstücke mit wulstigem Rand. Ohne Seegang kann Neueis in Form einer geschlossenen Eisdecke (Nilas) entstehen. Die Eisdecke wird vor allem durch das Anfrieren von Wasser unterhalb des Eises dicker. Junges Eis ist Eis nach dem Stadium des Nilas, das aber noch nicht einjährig ist, mit einer Dicke von 10–30 cm.
In der Regel erreicht die Eisschicht zum Ende der Gefrierperiode eine Dicke von bis zu 2 m und bildet dann einjähriges Eis (30 cm–3 m Dicke). Hat das Eis nach dem Ende der Gefrierperiode mindestens noch eine Sommerschmelze überdauert, nennt man es altes Eis, nach zwei Sommerschmelzen auch mehrjähriges Eis. Ab einer Dicke von knapp einem Meter isoliert eine Meereisdecke das Wasser unter ihr so weit, dass es nicht weiter gefriert. Meereis nimmt danach an Dicke vor allem dadurch zu, dass Eisschollen aufeinandergeschoben werden. Das gilt besonders für das meist mehrjährige Packeis. Durch das Übereinanderschieben des Eises können meterhohe Presseishügel im Packeis entstehen. Ein geringerer Anteil an mehrjährigem Eis, wie er seit den 1990er Jahren beobachtet wird, geht mit größeren saisonalen Schwankungen der Meereisbedeckung einher.
Nahezu das gesamte Meereis der Antarktis ist höchstens einjährig. Es befindet sich auf niedrigerer geografischer Breite und schmilzt bei dort herrschenden milderen Wassertemperaturen im Sommer weitgehend. Dagegen sind Teile des arktischen Meereises in höheren geografischen Breiten mehrjährig. Sie tauen im arktischen Sommer nicht vollständig, sondern erst dann, wenn die Eisdrift sie in niedrigere Breiten transportiert.
Festeis ist an Küstenlinien oder auf dem Meeresgrund verankertes Eis, das also nicht frei auf der Meeresoberfläche schwimmt. Packeis ist oft nicht an Festland verankert und kann daher einer Eisdrift unterliegen. Treibeis besteht aus Eisschollen, die sich von einer Eisdecke gelöst haben.
Eine natürliche eisfreie Fläche, die vollständig von Meereis umgeben ist, heißt Polynja. 
Künstliche in das Eis geschlagene Rinnen und Löcher werden Wuhnen genannt.
Nicht zum Meereis zählt man das durch Gletscherfluss entstandene Schelfeis und Eisberge.

## Eigenschaften

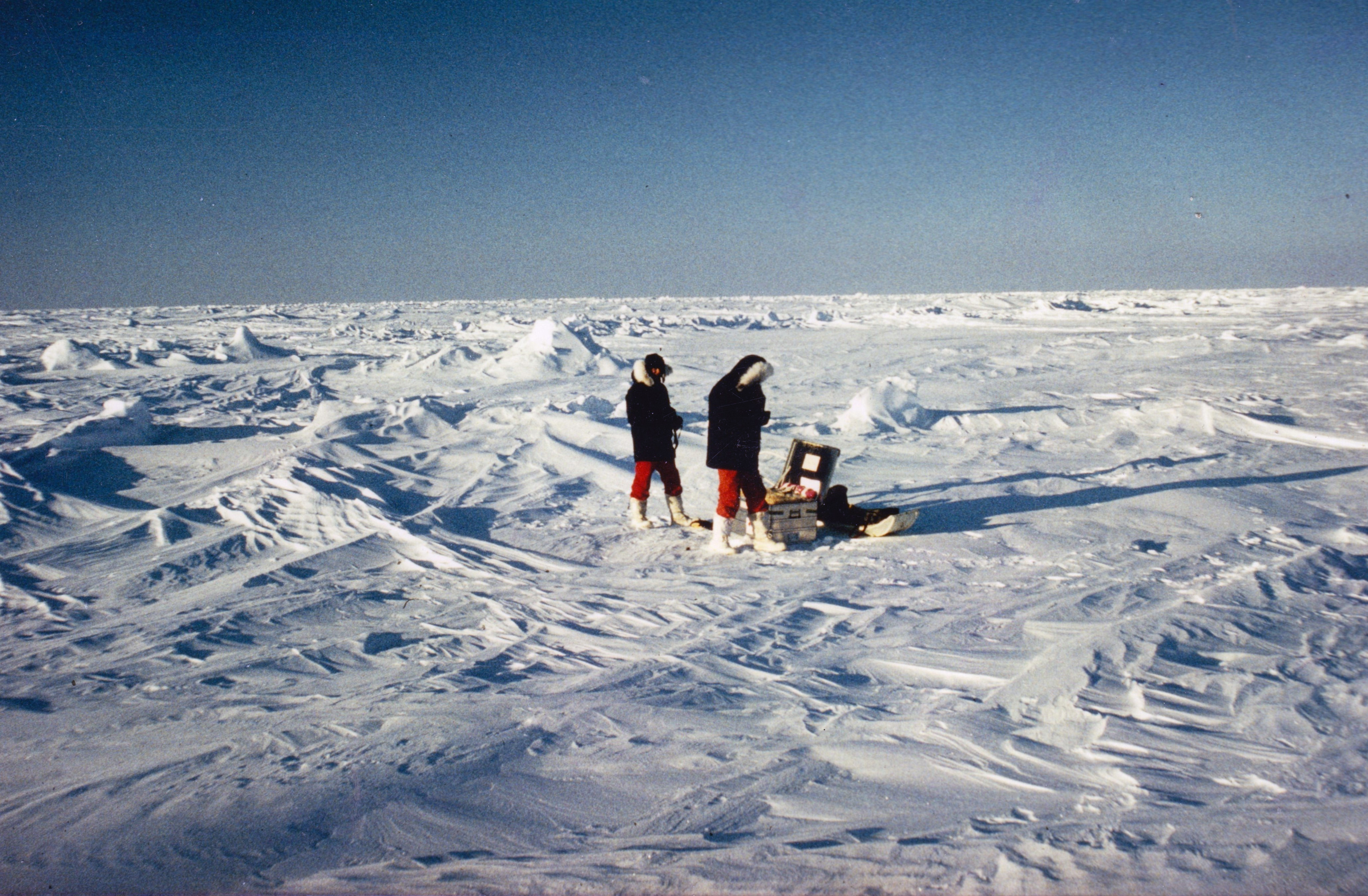
Mehrjähriges Packeis am Geographischen Nordpol mit einer Dicke von rund 2,5 Meter. Kernbohrungen zeigen hier Mitte April 1990, dass die obersten 2 Meter bei allen Bohrungen ausgesüßt sind.

Das Salz des Meerwassers (etwa 35 Promille Salzgehalt) senkt dessen Gefrierpunkt auf ca. −1,9 °C ab. Es wird beim Eiswachstum nicht in das Kristallgitter des Eises eingebaut, sondern bleibt zum Teil im umgebenden Wasser, zum Teil bildet es Soletaschen im Eis. In mehrjährigen, dicken Packeisschollen können diese Soletaschen nach unten wandern, was dazu führt, dass Meereis in den oberen Bereichen aussüßt und nur noch sehr geringen oder keinen Salzgehalt aufweist. Der Salzgehalt von einjährigem Meereises beträgt hingegen etwa drei bis fünf Promille. (Siehe hierzu auch: Meereisblume.)
Bei zunächst fehlender Konvektion führt die Eisbildung damit zu einer Erhöhung der Salinität (des Salzgehalts) und dadurch auch der Dichte des umgebenden Wassers. Dies kann zur Destabilisierung der Dichteschichtung und zu Konvektion (thermohaline Zirkulation) führen. Die thermohaline Zirkulation ist elementar für die Tiefenwasserbildung und damit für die gesamte Ozeanzirkulation. Das Schmelzen des Meereises wirkt hingegen wie ein Eintrag von Süßwasser in die oberen Ozeanschichten, was die Schichtung stabilisiert und Konvektion entgegenwirkt.
Die Eisbewegung, durch Wind und Ozeanströmungen angetrieben, geht mit einem Transport von Süßwasser und negativer latenter Wärme einher. Meereis behindert den Austausch von latenter und sensibler Wärme zwischen Ozean und Atmosphäre. Schon eine dünne Meereisdecke unterbindet den Wärmefluss fast vollständig. Dort wo die Eisdecke nicht vollständig geschlossen ist, kann die Wärmeleistung mehrere hundert Watt pro Quadratmeter annehmen.
Das zumeist von Schnee bedeckte Meereis zeichnet sich durch ein sehr hohes Rückstrahlvermögen (Albedo) für Sonnenlicht aus. Von dem eisfreien Ozean wird ein Großteil der kurzwelligen Strahlung absorbiert, über dem Meereis hingegen reflektiert. Diese sich selbst verstärkende Rückkopplung, die Eis-Albedo-Rückkopplung, beeinflusst ganz wesentlich die Strahlungsbilanz der Polarregionen und der Erde insgesamt.

## Messung

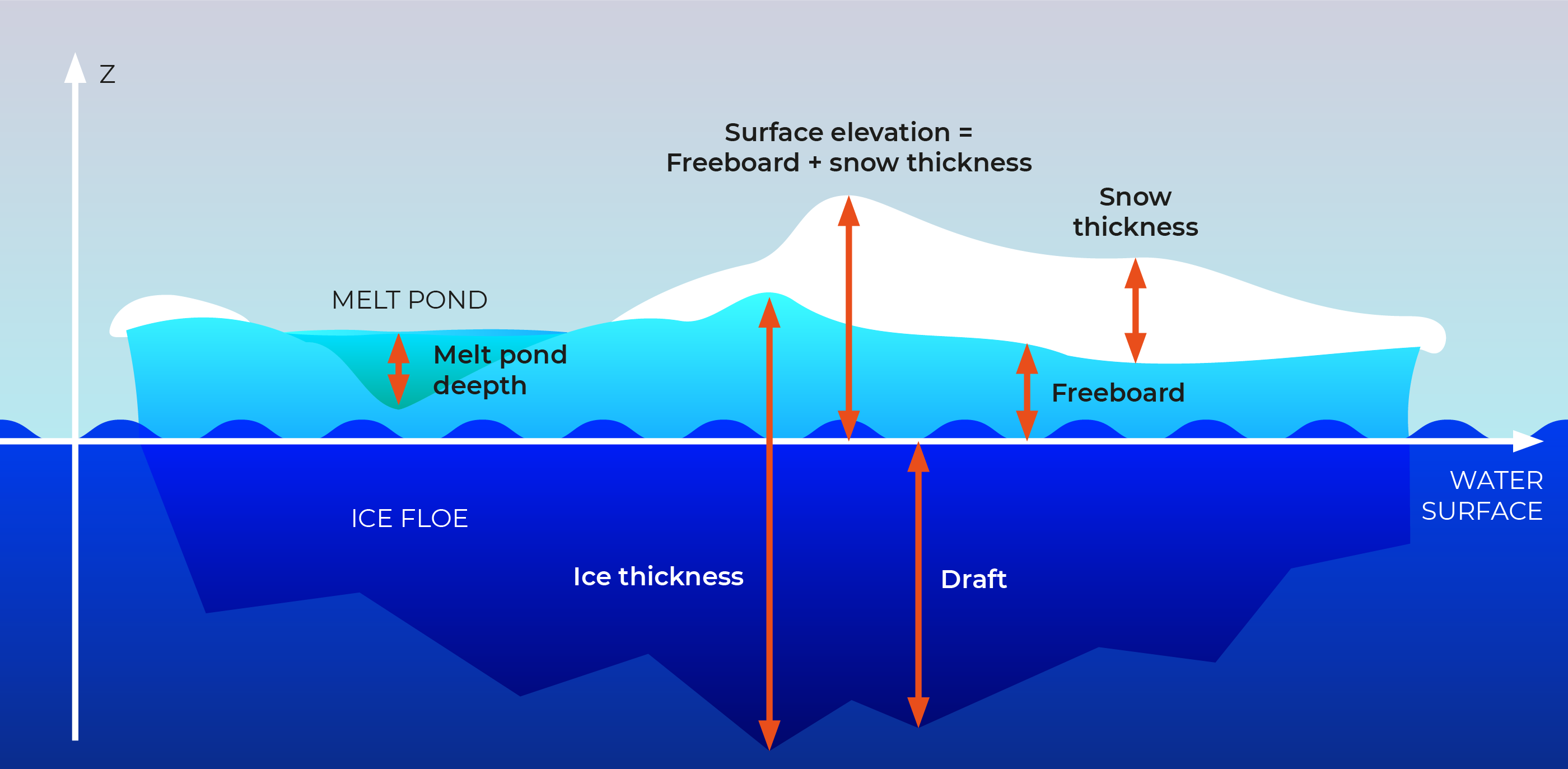
Kennzahlen von Eisschollen

Die Fernerkundung mit Satellitensensoren im Mikrowellenbereich ist die einzige Möglichkeit, globale Informationen über die Meereisbedeckung zu erlangen, und dies nahezu unabhängig von Licht und Wolkenbedeckung. Seit 1979 wird das Meereis mit passiven Mikrowellensensoren von Satelliten aus vermessen. Man macht sich dabei die Eigenschaft des Eises zunutze, andere Mikrowellenstrahlung auszusenden als Meerwasser.
Anhand der Satellitendaten werden die Meereisfläche und Meereisausdehnung berechnet, die der Abschätzung der tatsächlichen Meereisbedeckung dienen. Zur Berechnung der Meereisfläche wird für jede Flächeneinheit in den Satellitendaten, meist 25×25 km2, der Anteil Eisfläche (die Meereiskonzentration) geschätzt und aus ihr sowie aus der Flächeinheit die gesamte Meereisfläche berechnet. Die Meereisausdehnung ist dagegen die Summe der Flächeneinheiten, in denen der geschätzte Meereisanteil einen Schwellwert, meist 15 %, überschreitet. Da Oberflächenänderungen, wie Schneebedeckung oder Schmelzwasserpfützen, die Schätzung der genauen Meereiskonzentration erschweren, ist die Meereisausdehnung das konsistentere Maß.
Weitere wichtige Maße sind die Meereisdicke, die man mittels Satellitenmissionen wie ICESat oder CryoSat-2, stichprobenartig von der Oberfläche aus oder unterseeisch mit Sonar ermittelt, und das Meereisvolumen, berechnet aus Meereiskonzentration und -dicke.
Zur Verifizierung der Satellitendaten werden Eisschollen auch direkt vermessen. Man verwendet hierzu vom Schiff oder von Hand geschleppte Sensoren, Eisbohrungen und einen Zollstock. Mit wenigen Parametern lässt sich eine Eisscholle im Detail beschreiben (Eisdicke, Tiefgang, Freibord, Tiefe der Schmelzwassertümpel, Dicke der Schneeauflage).

## Meereis in der Arktis

### Geschichte

Rekonstruierte arktische spätsommerliche Meereisausdehnung seit 560 (rote Linie) und beobachtete Werte seit 1870 (blaue Linie, geglättet); aktuelle ungeglättete Werte liegen bei 3,5 bis 5 Mio. km^{2}

Geologische Daten deuten darauf hin, dass die Geschichte des arktischen Meereises eng an klimatische Veränderungen gekoppelt ist, die durch Änderungen in den Treibhausgaskonzentrationen, der Erdumlaufbahn und der Neigung der Erdachse verursacht werden. Große saisonale Eisdecken bildeten sich in der Arktis nach dem Paläozän/Eozän-Temperaturmaximum vor ca. 47 Mio. Jahren. Erstes mehrjähriges Eis entstand vor ca. 13–14 Mio. Jahren. Mit Beginn des Quartär, vor ca. 3 Mio. Jahren (siehe auch Känozoisches Eiszeitalter), nahm die Eisbedeckung zu, wobei es möglicherweise in Zwischeneiszeiten auch saisonal eisfreie Perioden gegeben haben könnte. Zu Beginn des Holozän, vor ca. 10.000 Jahren, gab es eine Phase vergleichsweise geringer Eisbedeckung. Seitdem gab es bis in das späte 19. Jh. hinein keine großen, die gesamte Arktis umfassenden Veränderungen.

### Gegenwart

Jahreszeitlicher Wechsel der Meereisausdehnung in der Arktis zwischen März (Maximum) und September (Minimum), wie er noch bis ca. 2000 gültig war. Inzwischen ist diese Grafik durch den Klimawandel obsolet geworden.

Meereisausdehnung in der Arktis im April 2013 (Maximum) und August 2013 (Minimum)

Zeitlicher Verlauf der Meereisoberfläche in der Arktis. Man erkennt den jahreszeitlichen Verlauf und die abnehmende Gesamttendenz. Die Daten wurden aus Satellitenaufnahmen gewonnen.

Zur Abnahme der Fläche gesellt sich eine der Dicke und damit eine noch deutlichere des Eisvolumens, die hier als den saisonalen Schwankungen überlagert sichtbar wird. Die Daten wurden mit Hilfe eines, an die leider recht spärlichen Eisdickemessdaten angepassten, komplexen numerischen Modells gewonnen.

Volumen des Meereises in der Arktis über der Zeit unter Verwendung eines Polarkoordinatensystems (Zeitverlauf: ein Umlauf pro Jahr)

Die Meereisbedeckung im Norden schwankt im Jahrestakt zwischen ca. 15 Mio. Quadratkilometern im April und ca. 3,5 Mio. Quadratkilometern im September. Jeden Sommer schwinden also rund ⅔ bis ¾ des gesamten Eises. Im Winter friert diese Fläche dann wieder zu, was eine Wiedervereisung von rund 10 Mio. Quadratkilometern darstellt. (Dies entspricht etwa 28 Mal der Fläche der Bundesrepublik Deutschland.) Dabei wandert die Eisfront bei der Sommerschmelze um einige tausend km nordwärts und bei der Wintervereisung ebenso weit südwärts – siehe nebenstehende Abbildung.
Seit Beginn der Satellitenmessungen sind Meereisfläche und -ausdehnung in der Arktis rückläufig. Die mittlere jährliche Meereisfläche nahm zwischen 1979 und 2020 um 2 Mio. km² ab. Rückläufige Trends werden in allen Regionen und allen Monaten beobachtet, wobei die Monate mit dem stärksten Rückgang September, Juli und August sind, die Regionen mit dem stärksten Rückgang im Jahresmittel die Barentssee und Karasee. Zur Zeit des Meereisminimums im September betrug der Flächenrückgang zwischen 1979 und 2020 rund −3,2 Mio. km², zur Zeit des Maximums im März −1,4 Mio. km. Auch der Anteil des mehrjährigen, dicken Eises ist stark rückgängig. Seit 1996 überwiegt in der Zeit maximaler Meereisausdehnung der Anteil an einjährigem Eis. Zwischen 1979 und 2020 ist im jährlichen Mittel fast die Hälfte des Eisvolumens verloren gegangen. Der gegenwärtige Eisverlust scheint, zumindest im Vergleich zu den letzten einigen tausend Jahren, außergewöhnlich und nicht mit den natürlichen Ursachen vergangener Änderungen erklärbar zu sein. Neben weiträumigen Oszillationen, wie etwa der Nordatlantischen Oszillation, ist die globale Erwärmung eine Ursache.
Sowohl steigende Lufttemperaturen als auch zunehmender Wärmetransport mit Meeresströmungen beeinflussen das arktische Meereis. Warmes atlantisches Wasser strömt entlang der skandinavischen Halbinsel durch das Europäische Nordmeer, eine Zweigströmung bringt große Wärmemengen zwischen Bäreninsel und Nordkap hindurch in die Barentssee. Diese Strömung hat sich seit Ende der 1990er Jahre intensiviert und zugleich hat sich ihr Wasser erwärmt, so dass zwischen 1998 und 2016 die auf diesem Weg in die Arktis transportierte Wärmemenge um mehr als 4 Terawatt zugenommen hat. Auch durch die Fram- und Beringstraße gelangt seit Ende der 1990er Jahre mehr Wärme in den Arktischen Ozean.
Siehe auch Folgen der globalen Erwärmung in der Arktis, Arktische Eiskappe.
Meereis in den Nordmeeren
Für einzelne Regionen liegen auch Beobachtungen vor, die vor die Satellitenmessungen zurückreichen. In der Barentssee wurde die mittlere Meereisausdehnung im April, also dem Monat mit maximaler Ausdehnung, über einen Zeitraum von 1850 bis 2001 mit Hilfe von norwegischen Eiskarten und sowjetischen, norwegischen und amerikanischen Aufklärungsflügen sowie Satellitendaten ab 1966 beobachtet. Dabei wurde ein kontinuierlicher Rückgang über diesen Zeitraum festgestellt.
Im nördlichen europäischen Polarmeer ab 75° N ist in den letzten 150 Jahren ist das Eis im Jahresmittel um knapp 30 % zurückgegangen. Es spielen sowohl Meeresströmungen und Meeresoberflächentemperatur als auch atmosphärische Effekte eine Rolle bei Veränderungen in der Eisausdehnung. Die Nordatlantische Oszillation bestimmt dabei sehr stark die Veränderung der Eisausdehnung. Das europäische Nordmeer wird dabei häufig von meist nordostwärts ziehenden Tiefdruckgebieten beeinflusst, während die Labradorsee eher von Nordwinden beeinflusst wird.
Für die Jahre 1920–1998 gab es für das hier gegebene Gebiet einen Rückgang der Eisausdehnung von etwa 10 % für den April und etwa 40 % für den August. Zur gleichen Zeit stieg die Temperatur auf Spitzbergen um rund 3 °C im Frühjahr und rund 1 °C im Winter. Es gibt einen Gesamtrückgang des Meereises von etwa 30 % der Fläche seit 1850. In der Barentssee verschwindet das Meereis im Sommer fast ganz.
Zu Beginn des 20. Jahrhunderts ging die Eisausdehnung zurück, während für die gemittelte arktische Wintertemperatur ein Anstieg um 3 °C und auf Spitzbergen sogar um ca. 9 °C beobachtet wurde. Von 1949 bis Mitte der 1960er Jahre wuchs die Meereisausdehnung im Nordmeer zeitweilig, seit Mitte der 1960er Jahre geht sie wieder zurück. Der Nordatlantikstrom bringt warme Wassermassen in Richtung Nordosten. Insgesamt ist die Meeresoberflächentemperatur im Zeitraum ~1860–2000 um etwa 1 °C gestiegen. Die Eisausdehnung ist in großem Maße abhängig von einer Erwärmung des Meeresoberflächenwassers. Treten atmosphärische und ozeanische Effekte gleichzeitig auf, führt das zu einem noch größeren Rückgang oder Zuwachs der Eisausdehnung. Seit 1970 ist ersteres in Verbindung mit der globalen Erwärmung der Fall.

## Meereis in der Antarktis

### Geschichte während der letzten Kaltzeit
Während der letzten Kaltzeit (vor ca. 20.000 Jahren) war das Meereis in der Antarktis um 70 bis 100 % weiter ausgedehnt als heute. Dadurch hatten die ozeanische Zirkulation und Temperaturgradienten im Südlichen Ozean eine andere Ausprägung.
 Methoden 

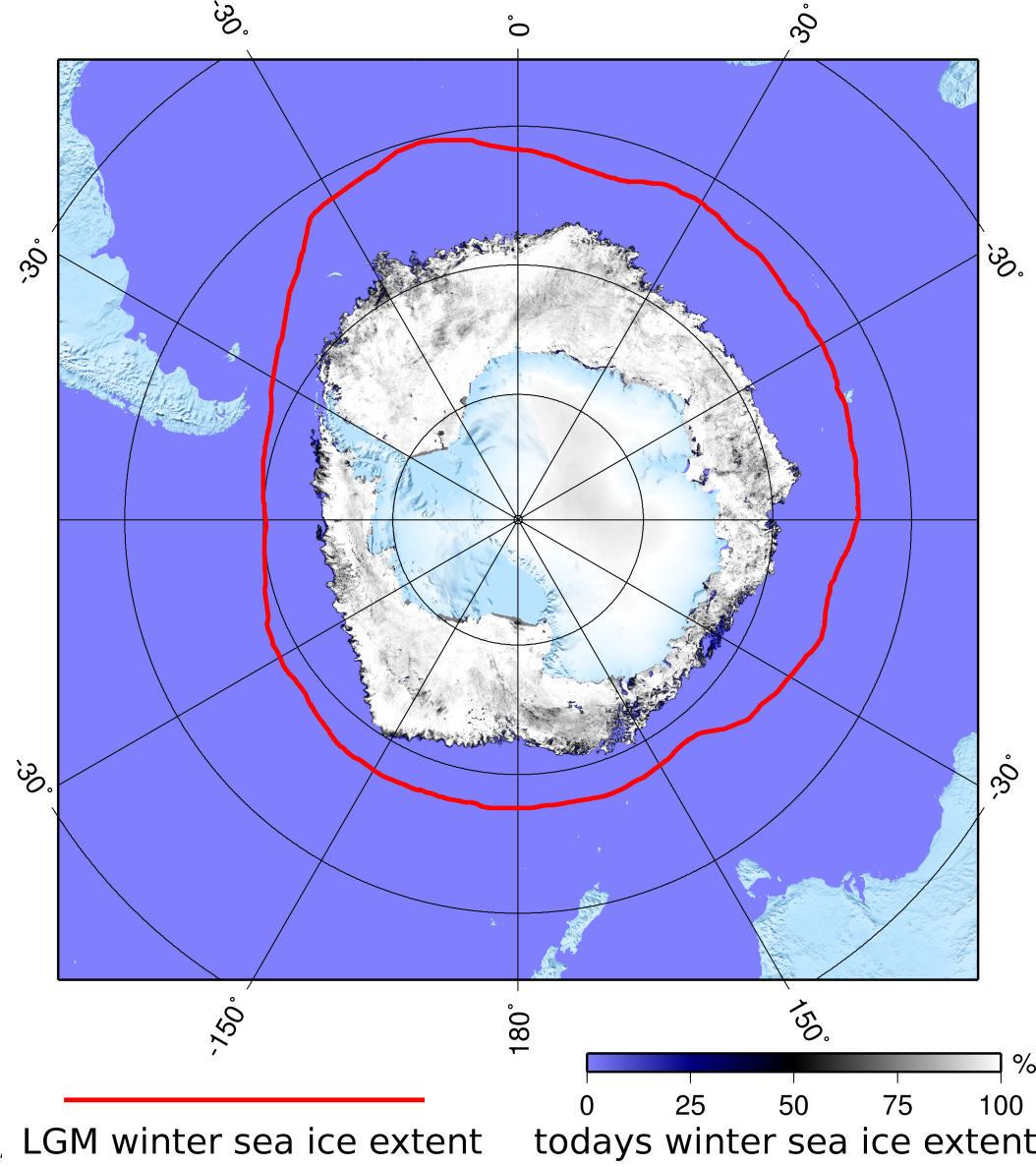
Winter-Meereisausdehnung in der Antarktis heute (grau-weißer Bereich) und vor ca. 21.000 Jahren (rote Linie) zur Zeit des letzten glazialen Maximums.

Diatomeen (Kieselalgen), Radiolarien (Strahlentierchen) und planktischen Foraminiferen (Kammerlinge) sind einzellige Tiere. Aus der Verteilung ihrer sedimentierten Siliziumdioxid- bzw. kalkhaltigen Einlagerungen am Ozeanboden kann die Sommer-Oberflächentemperatur und die Winter- und Sommer-Meereisausdehnung bestimmt werden. Dazu werden Sedimentbohrkerne vom Ozeanboden ausgewertet, die eine Zeitreihe bis zurück zum Maximum der letzten Eiszeit (23000 bis 19000 Jahre vor heute) und darüber hinaus ermöglichen.
Das Alter einzelner Sedimentschichten in den Sedimentbohrkernen wird mit Hilfe von Radiokohlenstoffdatierung (14C-Datierung) und Sauerstoff-Isotopenverhältnissen bestimmt.
Durch Bestimmung der Dichte der jetzt sedimentierten Radiolarien- und Diatomeen-Siliziumreste im Bohrkern kann die Meeresoberflächentemperatur bestimmt werden. Aus der Diatomeenverbreitung in verschiedenen Sedimentbohrkernen in meridionaler Richtung wird die Meereisausdehnung bestimmt. Unterhalb des Meereises leben weniger Diatomeen, daher ist in meereisbedeckten Gebieten die Diatomeenhäufigkeit geringer. Einige Spezies (z. B. Frgilariopsis obliquecostata) kommen nur bei sehr kalten Wassertemperaturen (kleiner −1 °C) vor und ihr Vorkommen markiert damit die minimale Sommer-Meereisausdehnung.
 Vergleich zu heute 

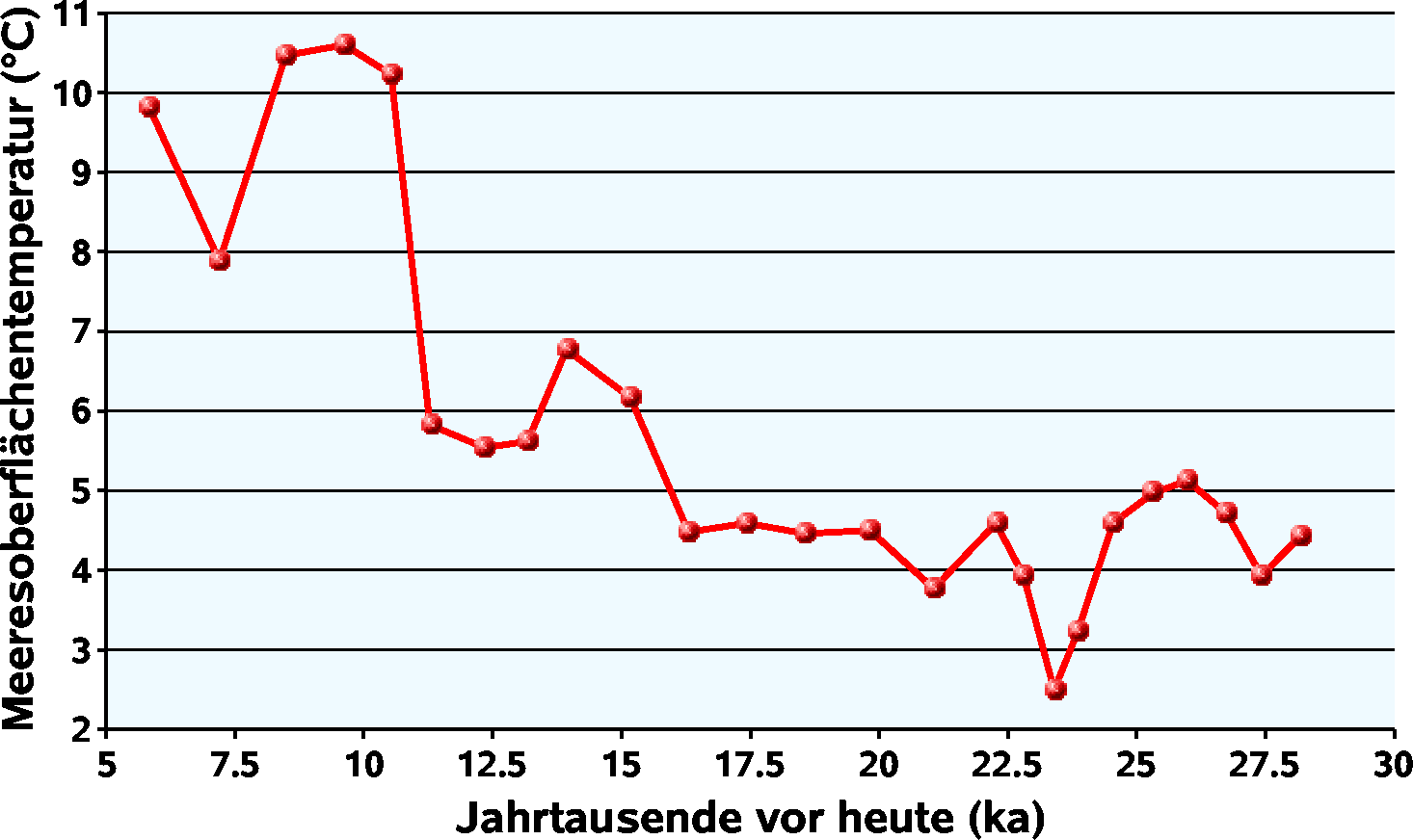
Temperatur der Meeresoberfläche im Sommer der letzten 30.000 Jahre im Südatlantik bei 44°9'S/14°14'W. Diese Daten wurden mit Hilfe von versteinerten Diatomeen in einem Sedimentbohrkern gewonnen.

Zum Maximum der letzten Eiszeit war in der Antarktis die Winter-Meereisausdehnung um 70 bis 100 % (etwa 39 · 106 km²) größer als heute (19 · 106 km²). Ebenso war der antarktische Zirkumpolarstrom um etwa 5–7° Breite nach Norden verschoben, so dass er sich bis in die heutige Polarfrontzone ausdehnte. Unter anderem daraus resultierte, dass die Sommer-Oberflächentemperatur des Meeres in der antarktischen Zone im atlantischen Sektor unter 1 °C und im indischen und pazifischen Sektor unter 2 °C lag. Diese Werte liegen etwa 3–4 °C unter den aktuellen Werten.
Da aber die südliche subtropische Front im Ozean nur wenig nordwärts gewandert war, führte dies zu einem verstärkten thermischen Gradienten im Südlichen Ozean. Dadurch war der zonale Wassertransport im Vergleich zu heute schneller und auch atmosphärische Zirkulationsmuster, wie zum Beispiel die Westwinde, waren nach Norden verschoben.
Weiterhin führte die Nordverschiebung des antarktischen Zirkumpolarstroms zu einer Abschwächung des Kaltwassertransports durch die Drakestraße zwischen Südamerika und der antarktischen Halbinsel in den Atlantik. Ein Teil des Kaltwassers wurde an der Westküste Südamerikas nach Norden abgelenkt. Der Import von warmem, salzhaltigem Wasser aus dem Indischen in den Atlantischen Ozean südlich von Afrika wurde hingegen nicht blockiert, aber abgeschwächt. Durch diese beiden gegenläufigen Effekte von blockiertem Kaltwasserimport und wenig verändertem Warmwasserimport in den südlichen Atlantik wurde der südliche subtropische Wirbel im Vergleich zu heute nur wenig abgekühlt. Daraus resultierte ein starker Temperaturgradient im südlichen Atlantik zwischen Subtropen und südlichen Polargebieten.
Meereis blockiert den Austausch von Kohlendioxid zwischen Atmosphäre und Ozean. Die vergrößerte Winter-Meereisfläche könnte dabei, zusammen mit den kälteren Oberflächenwassertemperaturen, eine wichtige Rolle für die Abnahme der atmosphärischen CO2-Konzentration der letzten Eiszeit gespielt haben.
Die Sommer-Ausdehnung des Meereises während des letzten glazialen Maximums lässt keine sicheren Rekonstruktionen zu. Sie könnte im Südlichen Ozean im Bereich südlich des Atlantiks und des westlichen Indischen Ozeans nach neueren Studien gelegentlich bis zur jetzigen Winter-Meereisausdehnung gereicht haben. Das geringe Vorkommen des Eisindikators Diatomeen (Frgilariopsis obliquecostata) ließe aber auch eine Sommer-Meereisausdehnung zu, die nicht wesentlich größer als die zur Zeit vorherrschende ist. Es gibt Indizien, dass in den Jahrtausenden davor (etwa 29.000 bis 23.000) die Sommer-Ausdehnung aber weitaus größer war.
Insgesamt ist der Unterschied der Sommermeereisausdehnung (5 bis 6 · 106 km²) im Vergleich zu heute (3 · 106 km²) geringer als bei der Wintermeereisausdehnung. Dies lässt auf eine verstärkte Saisonalität während der letzten Eiszeit schließen.

### Gegenwart
Wie das arktische Meereis unterliegt auch das antarktische saisonalen Schwankungen. Seine maximale Ausdehnung hat es im September, zum Ende des antarktischen Winters, seine minimale im Februar. Anders als in der Arktis schmilzt das Meereis in der Antarktis im Sommer fast vollständig, da es in niedrigeren geografischen Breiten liegt. Es besteht dementsprechend vor allem aus einjährigem Eis.
Im Zeitraum 1979 bis 2006, also seit Beginn der Satellitenmessungen, gibt es für das Gebiet der Antarktis insgesamt einen leicht zunehmenden Trend in der Meereisausdehnung. Dieser ist jedoch regional und saisonal uneinheitlich. Derzeit ist sie nur im Bereich der Amundsen- und Bellingshausen-See abnehmend, in anderen Gebieten zunehmend, wenn sich auch zum Teil die Zunahme verlangsamt. Im Bereich südlich des Indischen Ozeans gab es eine Trendumkehr, von einer Abnahme zu einer Zunahme der Eisbedeckung.
Die Ursachen für die unterschiedlichen und teilweise zunehmenden Trends, trotz zunehmender Luft- und Wassertemperaturen, sind nicht endgültig geklärt. Zum einen könnte die Abnahme der Ozonschicht über der Antarktis (Ozonloch) zirkumpolare Winde verstärkt haben. Dadurch wird das Eis über eine größere Fläche verteilt und größere Flächen offenen Meeres können zufrieren. Zum anderen könnte Modellrechnungen zufolge der aufgrund von verstärktem Niederschlag und Schmelzwassereintrag abnehmende Salzgehalt des Südlichen Ozeans eine Ursache sein.
Siehe auch Folgen der globalen Erwärmung in der Antarktis

## Vergleich Arktis – Antarktis
Die unterschiedliche geografische Lage des Meereises in Arktis und Antarktis bedingt deutliche Differenzen zwischen den beiden Regionen. Arktisches Meereis befindet sich in einem halb von Kontinenten eingeschlossenen Ozean und in deutlich höheren Breiten als das antarktische Meereis, das den antarktischen Kontinent umschließt und damit geografisch nahezu einen Gegensatz bildet. Antarktisches Meereis bewegt sich freier, mit höheren Driftgeschwindigkeiten und weist eine wesentlich höhere Variabilität auf, da es nicht von Landmassen umgeben ist. Nahezu das gesamte antarktische Meereis kann daher im Sommer seit jeher in wärmere Breiten driften und schmelzen. Während einjähriges, dünnes Eis im antarktischen Meereis schon lange dominiert, überwiegt es in der Arktis erst seit den letzten Jahren aufgrund des starken Rückgangs mehrjährigen Eises und führt dort in jüngster Zeit auch zu erhöhter Variabilität.
Während die Eisfläche im Verlauf der letzten Jahre und Jahrzehnte in der Arktis rückläufig war, wuchs sie in der Antarktis an. Der Rückgang der arktischen Meereismenge überwog das Wachstum des antarktischen Meereises jedoch deutlich. So ging die minimale Meereisausdehnung in der Arktis um 13,0 % pro Dekade zurück (absolut knapp 3,5 Mio. km² gegenüber dem Durchschnitt 1979–2010), während die in der Antarktis um 3,2 % pro Dekade wuchs (absolut etwa 0,68 Mio. km² gegenüber dem Durchschnitt seit 1979). In beiden Polarregionen kommt es zu einer Abnahme der durchschnittlichen Meereisdicke und des Meereisvolumens, die in der Arktis allerdings im Jahr 2012 mit 72 % unter dem Mittel seit 1979 viel stärker als in der Antarktis ausfällt. Letztere verzeichnet für die Sommermonate sogar eine leichte Zunahme des Eisvolumens, die jedoch mit 160 km³ Zuwachs jährlich weniger als ein Hundertstel des Volumenverlustes in der Arktis ausmacht.
Im Jahr 2009 sagte John Turner vom British Antarctic Survey, dass der Grund für die in der Antarktis zunehmende Eisfläche im Ozonloch zu finden sei, das dort in den vergangenen Jahren für eine Abkühlung sorgte. Er erwartet, dass dieser Effekt maximal eine Dekade anhalten wird und dann auch dort ein Rückgang der Eismengen beobachtbar sein wird. Daneben vergrößerte die Wirkung des Ozonlochs antarktische Sturmwirbel, was die antarktische Halbinsel erwärmte, die Ross-See aber abkühlen ließ. In der arktischen Halbinsel nahm daher die Eisbedeckung ab, während sie in der Ross-See zunahm. Mehrere Studien stützen den Einfluss veränderter Winde auf die Meereisbildung in der Antarktis; diese führten dazu, dass das Eis über eine größere Fläche verteilt wurde, lenkten aber auch Wärmeströme um.

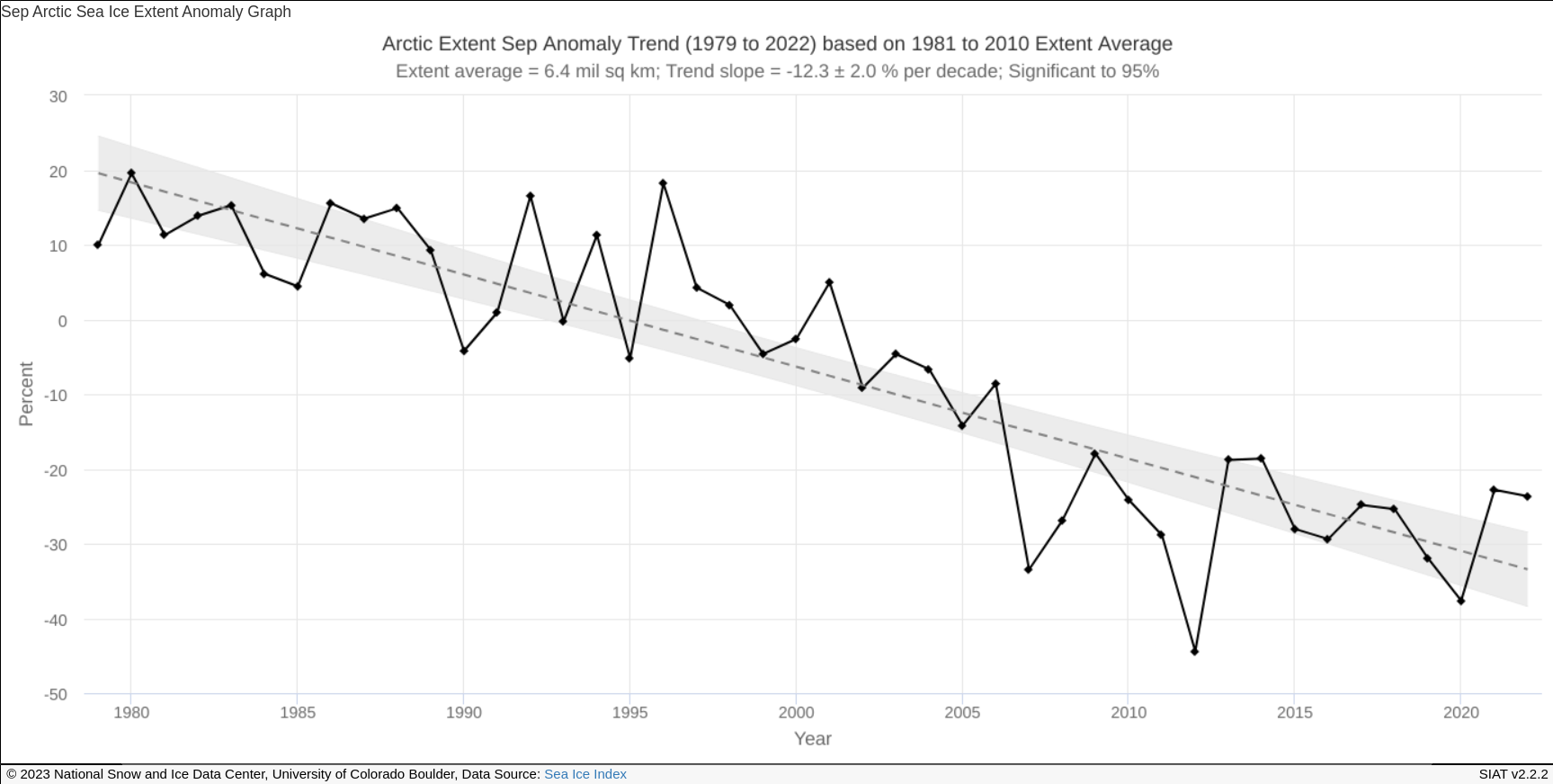
Entwicklung der September-Ausdehnung des arktischen Meereises von 1979 bis 2022
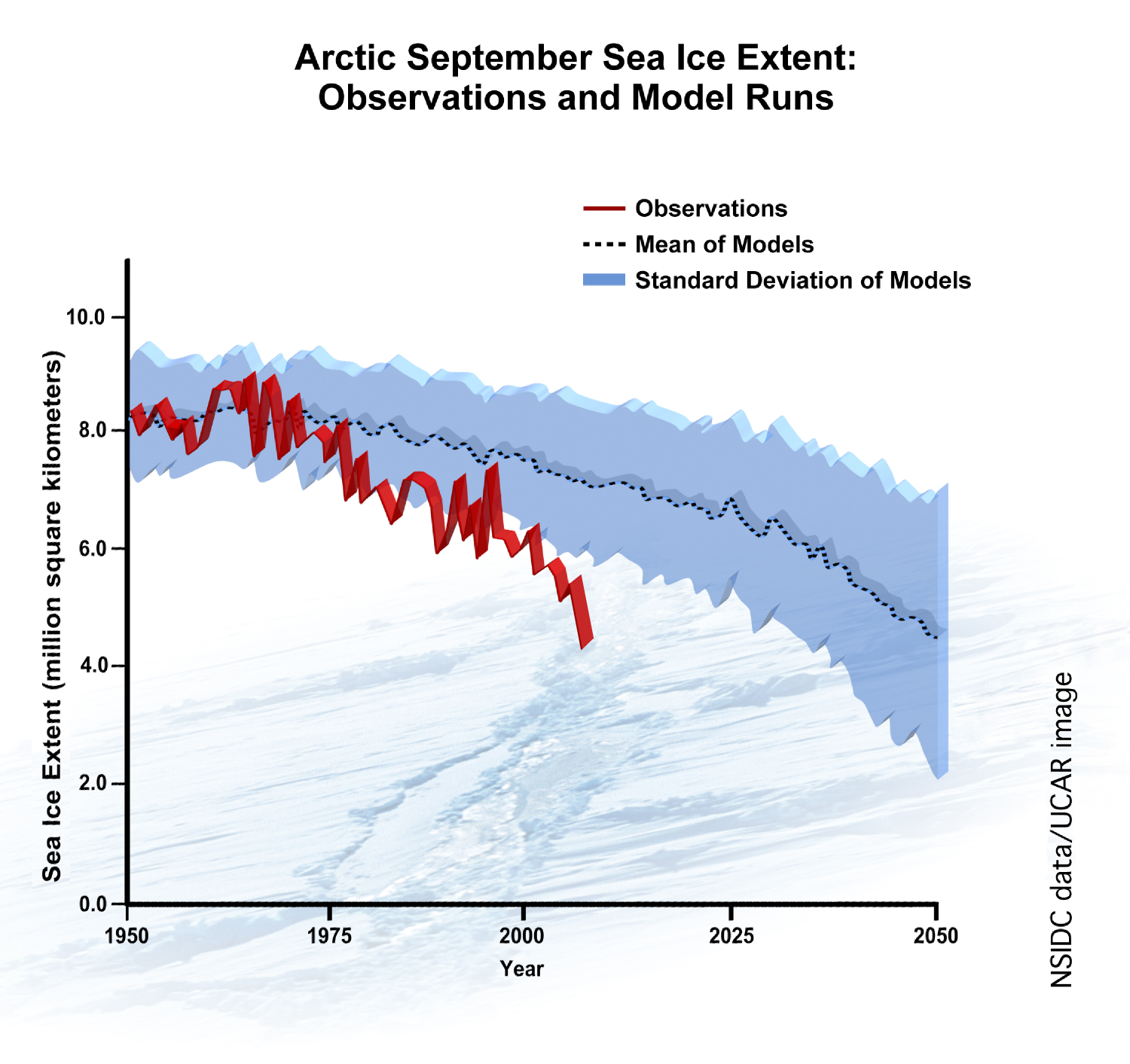
Arktische Meereisbedeckung im Vergleich zum simulierten Verlauf, wie er sich in gängigen Klimamodellen darstellt. Die tatsächliche Schmelzrate übersteigt die modellierte Schmelzrate deutlich.
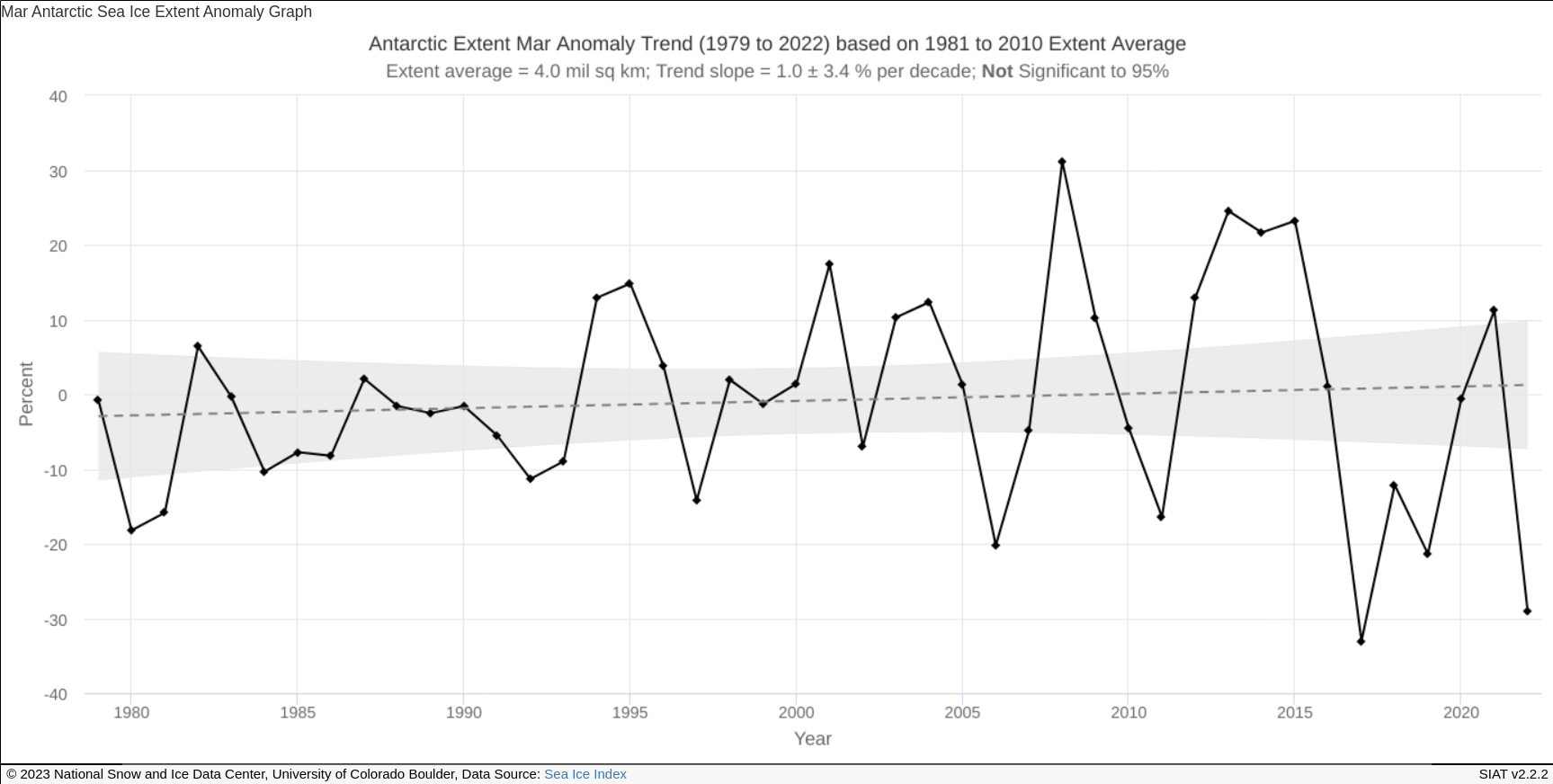
Entwicklung der März-Ausdehnung des antarktischen Meereises von 1979 bis 2022

## Meereis auf Europa (Mond)
Auf dem Jupiter Mond Europa gibt es auch viel Eis. Und Kochsalz. Unter extremen Drücken und Temperaturen kann sich dadurch neben Meereis ein rötliches Natriumchlorid-Hydrat bilden, welches als eine exotische Form von Eis aufgefasst werden kann.

## Ökologie

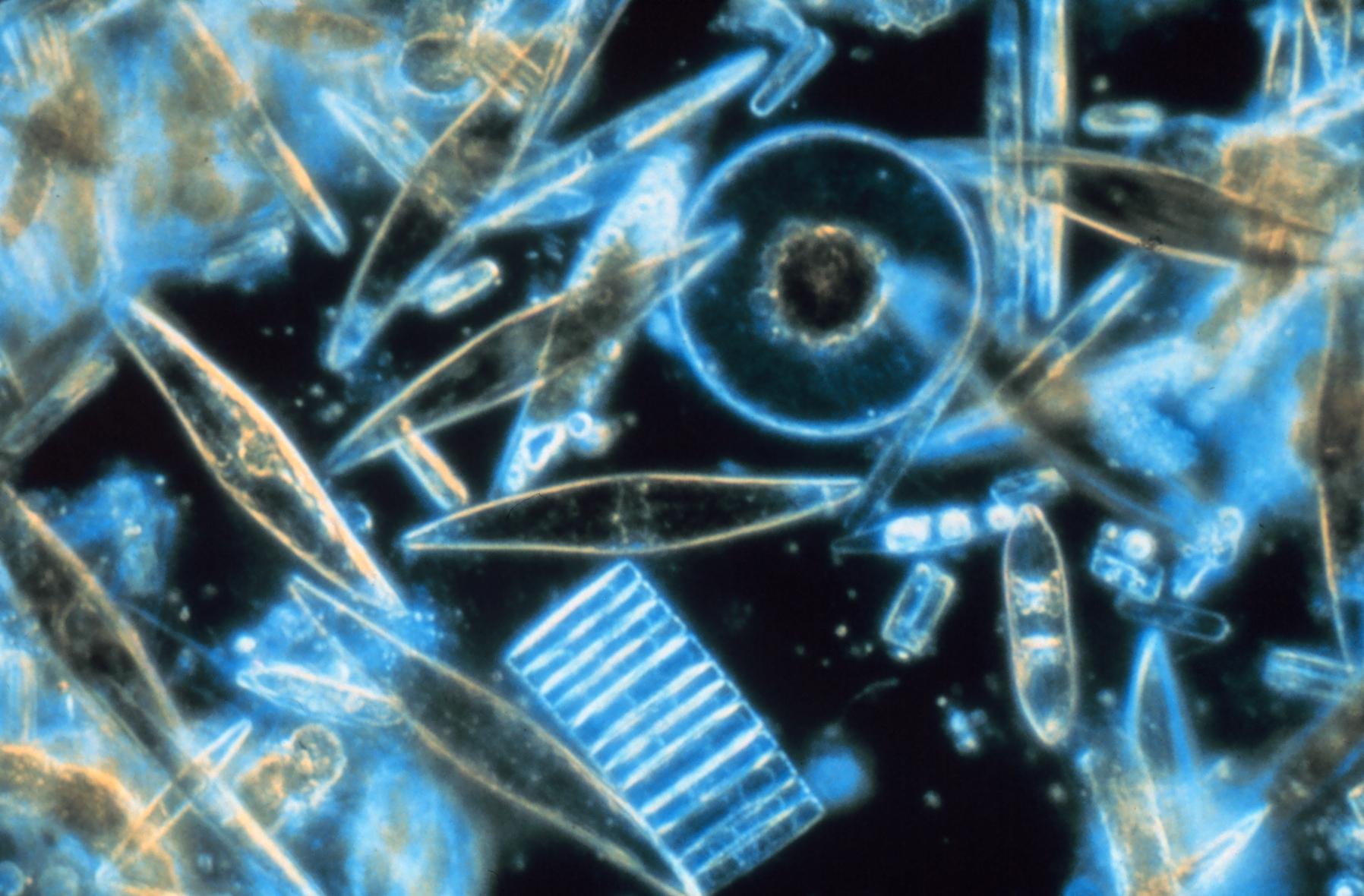
„Eisalgen“: Kieselalgen im Inneren des antarktischen Meereises

Das auf den ersten Blick lebensfeindliche Meereis ist Lebensraum für zahlreiche vor allem kleine Pflanzen- und Tierarten, wobei Formen von Plankton dominieren. Man bezeichnet solche Arten, die im Eis oder mit dem Eis verbunden leben, als sympagisch. Das im Meereis lebende Plankton heißt Kryoplankton. Im Meereis kommen sowohl autochthone, also nur dort vorkommende, als auch dort lediglich temporär lebende Arten vor. Das Meereis bietet Habitate auf dem Eis, dort in Presseisrücken, der Schneeauflage oder Schmelzwasserpfützen, außerdem in seinem Inneren, in Solekanälen, und an seinem Boden, wo sich ansiedelnde Algen Nahrung des Krill sind.  Vom Krill wiederum hängen in der Nahrungskette direkt oder indirekt viele Tiere der arktischen Fauna ab, wie Krebse, Fische, Wale oder Robben. Polynjas, in denen Robben zum Atmen auftauchen, sind ein wichtiges Jagdgebiet für Eisbären.

## Meereisportal
Das Alfred-Wegener-Institut, Helmholtz-Zentrum für Polar- und Meeresforschung (AWI) betreibt die Online-Wissensplattform Meereisportal zum Thema Meereis in den Polargebieten der Arktis und Antarktis. Es vermittelt allgemeinverständlich aufbereitetes Hintergrundwissen, tagesaktuelle Meereiskarten sowie interaktive Grafiken und Animationen.